# Hugo VIII. Lizinjanski
Hugo VIII. Lizinjanski (Hugo Stariji) bio je sin Huga VII. i njegove prve žene te lord Lusignana. Postao je gospodar Couhéa i Château-Larchera te grof La Marchea nakon očeve smrti 1151.
Prije 1147. Hugo je oženio Burgunnu de Rancon. Ona je umrla 1169. Bila je kći Gotfrida III. de Rancona te dama Fontenaya.
Ovo su djeca Huga i njegove žene:
- Hugo IX. Lusinjanski – umro je 1169., ali je prije toga oženio Orengardu, koja je rodila Rudolfa I. Lusinjanskoga
- Robert
- Gotfrid (? – 1216.) – on je oženio Humbergu de Limoges i Eustahiju, damu Vouventa i Merventa
- Petar – možda je bio svećenik
- Amalrik II. Jeruzalemski
- Gvido Lizinjanski
- Vilim (? – 1208.) - muž Beatrice